# Le Gladiateur de Rome
Pour plus de détails, voir Fiche technique et Distribution.
Le Gladiateur de Rome (Il gladiatore di Roma) est un péplum italien sorti en 1962.

## Synopsis
Le film se déroule dans la Rome de l'empereur Caracalla. La famille Valerii, en disgrâce, est persécutée par le peuple romain.
Parmi eux se trouvent Marcus et Nisa, fils du défunt roi de Cilicie. L'arrivée du nouvel empereur Macrinus change la donne.

## Fiche technique
- Titre français : Le Gladiateur de Rome[1]
- Titre original : Il gladiatore di Roma[2]
- Réalisation : Mario Costa
- Scénario : Gian Paolo Callegari
- Photographie : Pier Ludovico Pavoni
- Montage : Antonietta Zita (it)
- Musique : Carlo Franci (it)
- Décors : Piero Poletto (it)
- Production : Giorgio Agliani
- Société de production : C.I.R.A.C. - Compagnia Internazionale Realizzazioni Artistic, Giorgio Agliani Cinematografica
- Pays de production :  Italie
- Langues originales : italien
- Format : couleurs par Eastmancolor - 2,35:1 - Son mono - 35 mm
- Genre : Péplum
- Durée : 90 minutes
- Dates de sortie :
  - Italie : 13 septembre 1962
  - France : 19 décembre 1962

## Distribution
- Gordon Scott : Marcus
- Wandisa Guida : Nisa
- Roberto Risso : Valerio
- Ombretta Colli : Aglae
- Alberto Farnese : Vezio Rufo
- Gianni Solaro : Macrinus
- Andrea Aureli : Settimio
- Charles Borromel : Annio
- Miranda Campa : Portia
- Pietro De Vico : Pompilio
- Mirko Ellis : Frasto
- Piero Lulli : Astarte
- Nando Tamberlani : Valerio seniores
- Eleonora Vargas : Prisca
- Germana Francioli